# Mohamed Awal
Mohamed Awal (Accra, 1988. május 1. –) ghánai válogatott labdarúgó, aki jelenleg a Maritzburg United játékosa.

## Pályafutása
Pályafutását a Feyenoord Ghana csapatánál kezdte, ami a holland Feyenoord csapatának az afrikai akadémiája. 2010. július 10-én az elefántcsontparti első osztályban szereplő ASEC Mimosas csapatához került kölcsön. Novemberben visszatért nevelőegyesületébe, amely eladta őt a Asante Kotoko csapatának. 2012 augusztusában elhagyta az országot és a Dél-afrikai első osztályban szereplő Maritzburg United játékosa lett.

## Válogatott
2013. január 13-án debütált a ghánai válogatottban a tunéziai labdarúgó-válogatott elleni barátságos mérkőzésen. A 2013-as afrikai nemzetek kupáján a bronzmérkőzésen lépett pályára egyetlen alkalommal. A 2015-ös afrikai nemzetek kupáján részt vevő keret tagja.

## Statisztika

### Válogatott
2015. január 15. szerinti állapot.
| Válogatott | Évek     | Mérkőzés | Gól |
| ---------- | -------- | -------- | --- |
| Ghána      | 2013     | 2        | 0   |
| Ghána      | 2014     | 2        | 0   |
| Ghána      | 2015     | 0        | 0   |
| Összesen   | Összesen | 4        | 0   |